# Hadziewicz (herb baronowski)
Hadziewicz – polski herb baronowski, odmiana herbu Wieniawa nadany w zaborze austriackim.

## Opis herbu
Opis stworzony zgodnie z klasycznymi zasadami blazonowania:
W polu złotym głowa żubrza czarna, z kółkiem złotym w nozdrzach. Nad tarczą korona baronowska ze sznurem pereł. Nad nią hełm z klejnotem: pół lwa naturalnego, ukoronowanego, z językiem czerwonym i mieczem srebrnym o rękojeści złotej. Labry: czarne, podbite złotem.

## Najwcześniejsze wzmianki
Nadany w Galicji z tytułem baronowskim oraz predykatem wohlgeboren (wielmożny) Jakubowi i Maciejowi Hadziewiczom. Podstawą nadania były zasługi położone w 1773 przez Jakuba w związku z ratyfikacją traktatu rozbiorowego, zaś Macieja podczas homagium generalnego we Lwowie. Jakub przedstawił dodatkowo dokumenty na temat starożytności rodu, podpisane przez Komisję Magnatów.

## Herbowni
Jedna rodzina herbownych:
freiherr von Hadziewicz.